# Hotel.de
Hotel.de je nemški spletni ponudnik hotelskih rezervacij, ki je bil ustanovljen leta 2001. Zaseda domeni hotel.de in hotel.info.

### Lastništvo
Leta 2011 je 61.59% njegovih delnic kupilo podjetje HRS Hotel Reservation Service GmbH. Skupno je tako imelo 65 % procentov njegovih delnic.